# Sciades rufulus
Sciades rufulus är en skalbaggsart som först beskrevs av Fisher 1925.  Sciades rufulus ingår i släktet Sciades och familjen långhorningar. Inga underarter finns listade i Catalogue of Life.